# Api Noir
Api Noir es el nombre de una variedad cultivar de manzano (Malus domestica). 
Un híbrido de manzana antigua que es una de las variaciones surgidas a lo largo de generaciones de cultivo de la antigua variedad 'Api'. La variedad 'Api Noir' tiene  frutas dulces, crujientes y jugosas con un sabor aromático, muy parecido a 'Api'.

## Sinonimia
- "de Caluau",
- "Calvau Noir",
- "Pommier fruit noir Api chernoe",
- "Apis Noir",
- "Black Lady Apple",
- "Calvau Noire",
- "Pomme de Caluau",
- "Pomme de Calvau",
- "Schwarze Api",
- "Schwarzer Api".

## Historia
La variedad de manzana 'Api Noir' es una de las numerosas variaciones de la variedad antigua 'Api' ya cultivada en la Grecia clásica y en la Roma imperial que a través de generaciones de sucesivos cultivos han desarrollado una variabilidad tanto de fenotipo como caracteres organolépticos demostrando la teoría de la variabilidad en las plantas bajo domesticación en cultivo «The Variation of Animals and Plants under Domestication» de Charles Darwin.
'Api Noir' es posiblemente una de las variedades francesas más antiguas, y fue descrita por primera vez por el agrónomo Olivier de Serres (1539 a 1619) en «Le Theatre d'agriculture et menage des champs» con el nombre 'Calvau Noir' indicando como una variedad ampliamente cultivada incluso antes del comienzo de la década de 1600 en toda la región de Anjou de Francia.
'Api Noir' está cultivada en diversos bancos de germoplasma de cultivos vivos tales como en National Fruit Collection (Colección Nacional de Fruta) de Reino Unido con nº de accesión : 1952-106 y con nombre de accesión: Api Noir.

## Características
'Api Noir' es un árbol débilmente vigoroso, portador de espuelas erguidas y extendidas. Se mantiene bien en el árbol después de la madurez. Tiene un tiempo de floración que comienza a partir del 7 de mayo con el 10% de floración, para el 11 de mayo tiene una floración completa (80%), y para el 19 de mayo tiene un 90% caída de pétalos.
'Api Noir' tiene una talla de fruto pequeño a mediano con altura promedio de 40.50mm y anchura promedio de 49.00mm; forma redondo y achatado; con nervaduras débiles, y corona débil; epidermis tiende a ser gruesa, lisa y brillante, con color de fondo es amarillo con un color púrpura oscuro que cubre toda la superficie, pero el lado sombreado puede ser de un color más claro, y a veces, incluso puede mostrar una gran mancha de color base amarillo, numerosas lenticelas pequeñas tostadas oscuras, algunas redes de ruginoso-"russeting", especialmente alrededor de la cavidad del tallo, ruginoso-"russeting" (pardeamiento áspero superficial que presentan algunas variedades) bajo; cáliz es moderadamente pequeño y cerrado, asentado en una cuenca poco profunda y ligeramente acanalada; pedúnculo es largo mediano y grosor delgado, colocado en una cavidad ancha y profunda con ruginoso-"russeting"; carne es verdosa, de grano fino y blanda, sabor dulce y aromático, se vuelve harinoso muy rápidamente en almacenamiento.
Su tiempo de recogida de cosecha se inicia a mediados de octubre antes de las heladas. Madurez tardía a partir de enero. Se mantiene bien hasta cuatro meses en cámara frigorífica.

## Usos
Una excelente manzana para comer en postre de mesa, y considerada una manzana para comer de segundo grado.

## Ploidismo
Diploide, auto estéril. Grupo de polinización: C, Día 11.